# Егейска македонска литературна норма
Егейската македонска литературна норма е книжовна норма на българския език, кодифицирана в периода след разрива между Тито и Сталин, която се употребява през 50-те години на XX век. Преподава се сред така наречените деца бежанци, разселени в Източна Европа след края на Гръцката гражданска война (1946 - 1949). Кодификацията е много близка до българския книжовен език, като е основана на диалектите от Югозападна Македония: леринския, костурския и воденския говор. За целта се използва българската азбука.

## История
След конфликта между Сталин и Тито през 1948 година, Комунистическата партия на Гърция начело с Никос Захариадис заема страната на Коминформбюро. След окончателото поражение на КПГ в Гражданската война през август 1949 година, започва лов за „Титови шпиони“ и в средите на гръцките политемигранти – гръцкоезични и българоезични бежанци от Гражданската война, разселени в социалистическите страни в Източна Европа, често след кратък престой в обявената за предателска „Титова фашистка Югославия“. През 1952 година Захариадис инициира създаването на специална политическа организация на „славомакедонските“ бежанци в Източна Европа, която трябва да насърчи граденето на македонска национална идентичност, но на антиюгославска основа. Организацията е наречена „Илинден“, което показва по-дълбоки исторически референции за новата партийна политика. „Илинден“ е базирана в Букурещ и е оглавена от Пандо Войнов и подпомагана от Ставро Кочев. Под негово ръководство организацията развива и културна дейност посредством Македонския отдел на издателската къща на КПГ в Букурещ „Неа Елада“. Създадени са и комисии за „изучаване на македонския фолклор и език“. Решителна стъпка е направена за създаване на неюгославски паралелен литературен език, използван в егейските бежански среди в началото на 50-те години.
До края на 1949 година, организираните в източноевропейските страни македонски училища се опитват да прилагат езика на Югославска Македония, който все още в процес на стандартизация, и си служат най-вече с първата „Македонска граматика“ на Круме Кепески от 1946 година. Но от 1950 година обучението на скопската книжовна норма спира. Според Ристо Кирязовски причината е, че македонските учители, школувани или дошли от Югославия, са репресирани като Титови агенти. Самото ръководство на КПГ окуражава създаването на македонски език, основан върху диалектите от Егейска Македония в противовес на югославската силно сърбизирана македонска книжовна норма. Това ново езиково инженерство е поверено на Атанас Пейков, който създава граматика и учебник на езикова норма, доста по-близка до стандартния български книжовен език и тя е заявена като свободна от сърбизмите в скопския книжовен стандарт. Според Пейков:
| „ | Како главни библиографски източници при составяньето на граматиката послужиа: Българска граматика от д-р Любомир Андрейчин, Ник. Костов, Еньо Николов, София, 1947 и Граматика Русского Языка, А. С. Матийчико Учпедгиз, 1952 г. | “ |

Самият Атанас Пейков идва в Румъния от България, където до 1951 година работи в информационното бюро на КПГ „Елас Прес“. Между 1952 и 1956 година Македонският отдел на „Неа Елада“ публикува редица издания на тази книжовна норма, официално наречена „Македонски език на славомакедонците от Гръцка Македония или Егея“. Тази езикова норма или по-скоро вариант в процес на нормиране трябва да играе ролята на инструмент за изграждане на идентичността на „славомакедонците“ в бежанските среди в Румъния, Полша, Чехословакия. Въпреки това, съвременни скопски историци като Кирязовски твърдят, че той е „изкуствен език“, който те интрепретират като „средство за задушаване на югомакедонската идентичност“. Антропологът Кийт Браун цитира бивш бежанец в Полша, който твърди, че през този период гръцките партийни ръководители насърчавали „македонците да се наричат българи“ – нещо, което е най-вероятно инцидентна проява, понеже официалната позиция на ГКП е друга. Макар и този „егейски македонски език“ да легитимира символната важност на „македонския език“ и така подготвя по-късното разпространение на стандартния югославски македонски сред егейските бежанци, той също така забавя този процес, предразполагайки егейците към определени резерви към югославската македонска норма.
Последвала затоплянето на отношенията между СССР и Югославия, през 1956 година КПГ разпуска организацията „Илинден“, а самият Захариадис като сталинист изпада в немилост. Според Кирязовски, на 30 ноември 1956 година част от „Илинден“ настоява за прилагане и сред егейците извън Югославия в Източна Европа на македонския език от Югославска Македония. Първоначално лидерите на КПГ не откликват. Проблемът се решава най-накрая на 4-5 август 1957 година в полското градче Бардо на заседание, на което присъстват 35 „македонски“ и гръцки учители, бившият лидер на Демократическата армия на Гърция и член ЦК на КПГ генерал Маркос Вафиадис, полският министър на образованието и бившият председател на „Илинден“ Пандо Войнов. Спорът за езика приключва с поражение на хората от групата на Атанас Пейков, които настояват, че македонският език е почти идентичен с българския. Това е и краят на антититовата пропаганда сред егейските бежанци в Източна Европа. Въпреки това вестници като „Народна борба“ (1950 - 1977) продължават да се списват на егейската норма.
Противно на твърденията на Кирязиовски и на Киселиновски, нищо не показва, че сред егейските емигранти в Източна Европа е имало отпор против егейската македонска норма на Пейков. Обратно, Кристиян Фос твърди, че неговите интервюта с егейски бежанци и с техни бивши ръководители са показали липса на всякакво недоволство. Има отправени искания на австралийски егейски-македонски емигранти-комунисти от 50-те години, които желаят литература на този език, защото не разбирали „Нова Македония“ и другите материали, пращани им от Югославия. Нещо повече, голяма част от обучените на тази норма деца, впоследствие срещат сериозни трудности с усвояването на скопската и практически не могат да я използват пълноценно. Кристиян Фос смята, че егейци като Стоян Киселиновски и Димитър Димитров неслучайно реинтерпретират ролята на Блаже Конески в македонската история и оспорват днешния македонски езиков стандарт. При това положение изглежда разбираемо, че днес все още се надигат гласове за прекодифициране и реформа на скопската правописна и езикова норма.